# Dictya chihuahua
Dictya chihuahua är en tvåvingeart som beskrevs av Orth 1991. Dictya chihuahua ingår i släktet Dictya och familjen kärrflugor. Inga underarter finns listade i Catalogue of Life.